# Can Santoi
Can Santoi és una masia de Molins de Rei (Baix Llobregat) inclosa a l'Inventari del Patrimoni Arquitectònic de Catalunya.

## Descripció
Masia molt completa, formada per planta baixa i pis. La façana principal queda tancada per un barri. La teulada és a dues aigües perpendiculars a la façana amb un petit carener. A una banda del pati hi ha les construccions de les antigues quadres. També té una porta d'accés al barri per la part posterior. El portal d'accés és de pedra, adovellat, i totes les finestres estan emmarcades amb pedra.
L'interior de l'habitatge s'ha reformat, però conservant el caràcter propis de masia.

## Història
La primera referència de Can Santoi és a l'Arxiu de la Pia Almoina de la Seu de Barcelona. El document més antic és de l'any 1345, de la compra que va fer Bartomeu de Miramet, notari de Molins de Rei, del cens d'un alou de Bernat Moragues.